# Microcerella boliviana
Microcerella boliviana är en tvåvingeart som först beskrevs av Guilherme A.M.Lopes 1982.  Microcerella boliviana ingår i släktet Microcerella och familjen köttflugor.
Artens utbredningsområde är Bolivia. Inga underarter finns listade i Catalogue of Life.